# Giddings
Giddings er en amerikansk by og administrativt centrum for det amerikanske county Lee County, i staten Texas. I 2000 havde byen et indbyggertal på 5.105.

## Ekstern henvisning
- Officielle hjemmeside (engelsk)

30°10′59″N 96°56′5″V / 30.18306°N 96.93472°V